# Aguasal
Aguasal là một đô thị ở tỉnh Valladolid, Castile và León, Tây Ban Nha. Theo điều tra dân số năm 2004 của (INE), đô thị này có 25 dân. Aguasal nằm ở độ cao 754 m, cách tỉnh lỵ Valladolid 46,5 km. Đô thị này có diện tích 26,95 km². Mã số bưu chính là 47418, số đầu điện thoại là 983.